# پولا، ساردینیا
پولا، ساردینیا (به ایتالیایی: Pula, Sardinia) یک کومونه در ایتالیا است که در استان کالیاری واقع شده‌است.

## خصوصیات
پولا ۱۳۸٫۷ کیلومترمربع مساحت و ۶٬۹۳۷ نفر جمعیت دارد و ۱۰ متر بالاتر از سطح دریا واقع شده‌است.